# Codex Vaticanus 2066
Pour les articles homonymes, voir Codex Vaticanus (homonymie).
- Papyrus
- Onciale
- Minuscules
- Lectionnaire

Le Codex Vaticanus 2066, ou Codex Basilianus, portant le numéro de référence  046 (Gregory-Aland), α 2070 (Soden), est un manuscrit du parchemin en écriture grecque onciale.

## Description
Le codex se compose de 20 folios. Il est écrit sur une colonne, avec 35 lignes par colonne. Les dimensions du manuscrit sont de 27,5 x 19 cm,. 
Le manuscrit contient le texte complet de l'Apocalypse ainsi que des textes patristiques, principalement des homélies de Grégoire de Nysse et de Basile de Césarée. C'est à ces dernières qu'il doit son nom de codex Basilianus. 

## Origine et provenances
Les paléographes datent ce manuscrit du Xe siècle.
Le manuscrit est entré dans  les collections vaticanes vers 1614-1619., en provenance directe de l'abbaye de Santa Maria del Pàtire (Pathirion, Rossano en Calabre) .

## Texte
Le texte du codex est de type byzantin, le texte est proche des Minuscules 61 (Codex Montfortianus) et 69 (Codex Leicester). Kurt Aland le classe en Catégorie V. 
Variantes textuelles
- Apoc. 1,5

λυσαντι ημας εκ — P18, אc, A, C, 1, 2020, 2081,
λουσαντι ημας απο — P, 046, 94, 1006, 1859, 2042, 2065, 2073, 2138, 2432
- Apoc. 1,6

βασιλειαν — א A 046 1854 2050 2351
βασιλεις — P, ByzA
- Apoc. 22,14

ποιουντες τας εντολας αυτου  — 046, 1, 94, 1611, 1854, 1859, 2042, 2065, 2073, 2138, 2432
πλυνοντες τας στολας αυτων — א, A, 1006, 2020, 2053
Il est conservé au Bibliothèque vaticane (Gr. 2066) du Rome.